# Daniel Gottlob Türk
Daniel Gottlob Türk (10. august 1756 ved Chemnitz – 26. august 1813 i Halle) var en tysk organist og musikteoretiker.
Türk lærte violin og orgelspil foruden talrige andre instrumenter, kom 1772 til universitetet i Leipzig, blev 1776 kantor og gymnasielærer i Halle, 1779 universitetsmusikdirektør og 1787 tillige organist. Han har skrevet et oratorium, talrige sonater og andre stykker for klaver og nogle sange, men større betydning har han haft som lærer og ved sine musikteoretiske værker, blandt andet en stor klaverskole (1789), Kurze Anweisung zum Generalbassspielen (1791) med flere.